# PEC in het seizoen 1915/16
Het seizoen 1915/1916 was het 6e jaar in het bestaan van de Zwolse voetbalclub PEC. De club kwam uit in de Tweede Klasse Oost B en nam ook deel aan het toernooi om de NVB beker.

## Wedstrijdstatistieken

### Tweede Klasse B
| Daventria                                           |                 |               |                |
|                                                     | PEC             | 8 – 1 (? – ?) | VV Daventria   |
| 26 september 1915 Plaats: Zwolle Het Bleekien       |                 |               |                |
|                                                     | VV Daventria    | 1 – 8 (? – ?) | PEC            |
| 19 maart 1916 Plaats: Zwolle Het Bleekien           |                 |               |                |
| A.F.C. Quick                                        |                 |               |                |
|                                                     | PEC             | 0 – 0         | AFC Quick 1890 |
| 31 oktober 1915 Plaats: Zwolle Het Bleekien         |                 |               |                |
|                                                     | AFC Quick 1890  | 4 – 1 (2 – 0) | PEC            |
| 19 december 1915 Plaats: Amersfoort Sportpark Quick |                 |               |                |
| Quick                                               |                 |               |                |
|                                                     | PEC             | 7 – 0 (3 – 0) | Quick          |
| 10 oktober 1915 Plaats: Zwolle Het Bleekien         | (pen)           |               |                |
|                                                     | Quick           | 3 – 0 (? – 0) | PEC            |
| 30 januari 1916 Plaats: Kampen Sportpark Wijnberg   |                 |               |                |
| Z.A.C.                                              |                 |               |                |
|                                                     | PEC             | 0 – 1 (0 – 0) | Z.A.C.         |
| 30 april 1916 Plaats: Zwolle Het Bleekien           |                 |               |                |
|                                                     | Z.A.C.          | 2 – 1 (0 – 0) | PEC            |
| 24 oktober 1915 Plaats: Zwolle Sportpark Veerallee  | 60'             |               | 75'            |
| H.V.C.                                              |                 |               |                |
|                                                     | PEC             | 1 – 1 (1 – 0) | H.V.C.         |
| 7 november 1915 Plaats: Zwolle Het Bleekien         |                 |               |                |
|                                                     | H.V.C.          | 3 – 0 (0 – 0) | PEC            |
| 19 september 1915 Plaats: Amersfoort Sportpark HVC  | Kaspers Batavia |               |                |

### NVB beker
| 1e ronde                                          | P.E.C.                                  | 1 – 0 (1 – 0) | Z.A.C. |
| 9 april 1916 Plaats: Zwolle Het Bleekien          |                                         |               |        |
| 2e ronde                                          | Be Quick 1887                           | 5 – 1 (2 – 0) | P.E.C. |
| 16 april 1916 Plaats: Groningen Stadion Esserberg | Jaap Bulder (e.d.) Versteeg Jaap Bulder |               |        |

## Statistieken PEC 1915/1916

### Eindstand PEC in de Nederlandse Tweede Klasse 1915 / 1916
| Stand | Gespeeld | Gewonnen | Gelijk | Verloren | Punten | Doelpunten voor | Doelpunten tegen |
| ----- | -------- | -------- | ------ | -------- | ------ | --------------- | ---------------- |
| 4e    | 10       | 3        | 2      | 5        | 8      | 26              | 16               |

### Punten per tegenstander
|       | Daventria | A.F.C. Quick | Quick | Z.A.C. | H.V.C. |
| ----- | --------- | ------------ | ----- | ------ | ------ |
| Thuis | 2         | 1            | 2     | 0      | 1      |
| Uit   | 2         | 0            | 0     | 0      | 0      |

### Doelpunten per tegenstander
|       | Daventria | A.F.C. Quick | Quick | Z.A.C. | H.V.C. | Totaal |
| ----- | --------- | ------------ | ----- | ------ | ------ | ------ |
| Thuis | 8         | 0            | 7     | 0      | 1      | 16     |
| Uit   | 8         | 1            | 0     | 1      | 0      | 10     |
|       |           |              |       |        |        | 26     |